# Ayutla (San Marcos)

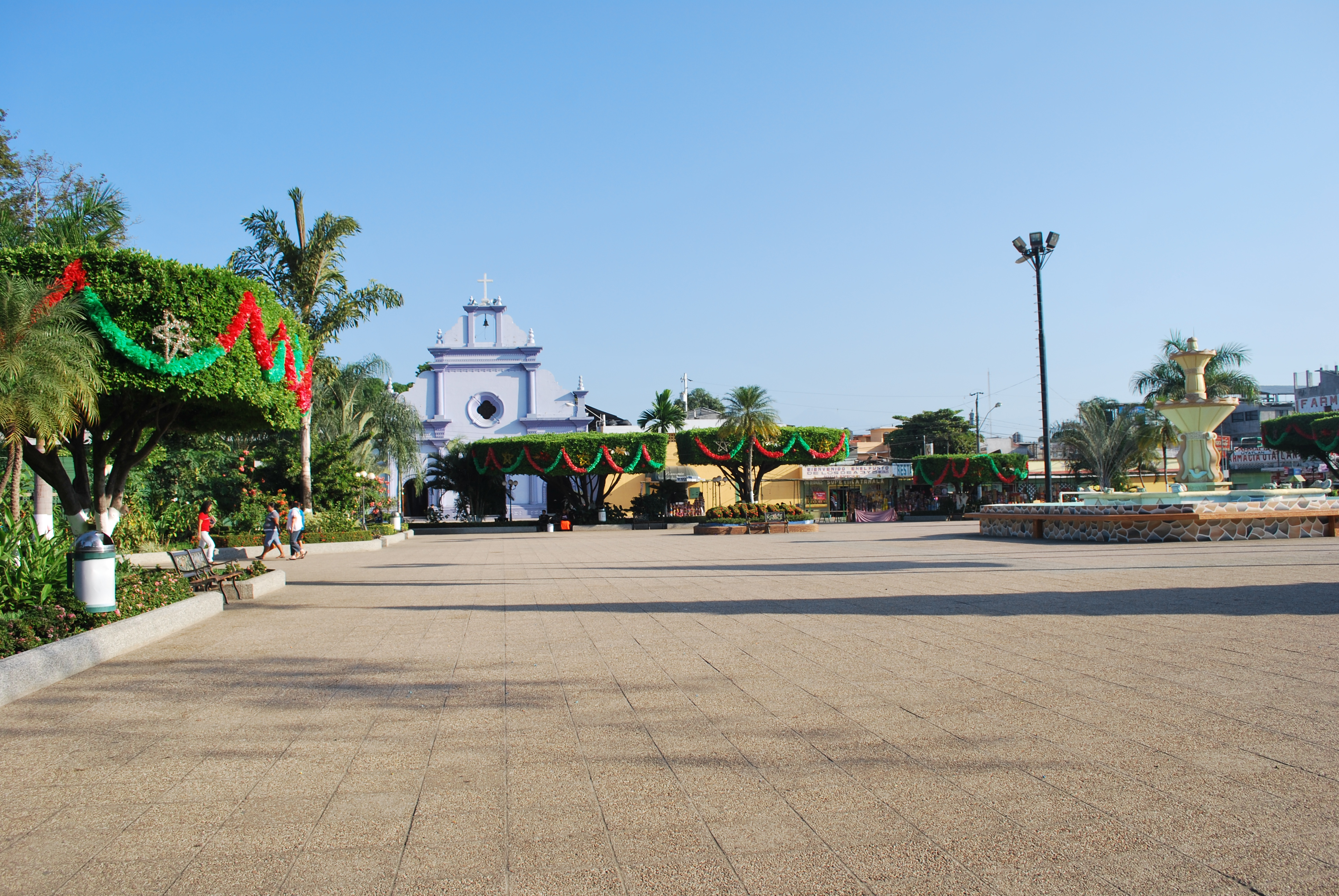
Ayutla (San Marcos)

Ayutla ist eine guatemaltekische Großgemeinde im Departamento San Marcos. Die Hauptstadt ist Ciudad Tecún Umán. Die Gemeinde hat eine gemeinsame Grenze mit Mexiko und liegt an dem Fluss Suchiate.
Koordinaten: 14° 41′ N, 92° 8′ W